# Paulus Cassel

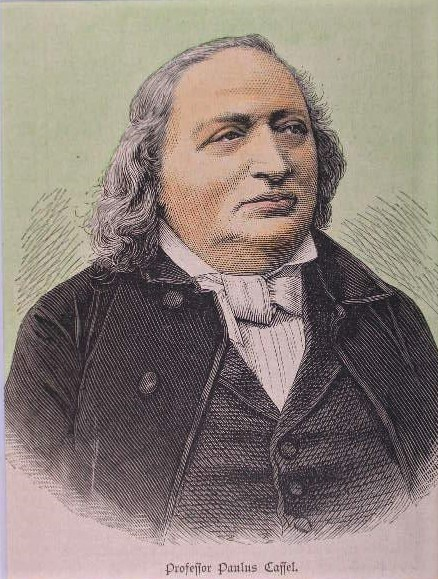
Paulus Cassel

Paulus Stephanus Cassel (geboren als Selig Cassel; * 27. Februar 1821 in Glogau, Schlesien; † 23. Dezember 1892 in Friedenau) war ein deutscher, ursprünglich jüdischer, später christlicher Journalist, Theologe und Schriftsteller.

## Leben

### Herkunft, erste berufliche Tätigkeiten, Konversion
Paulus Cassel wurde als Sohn des jüdischen Bildhauers Hirsch Cassel geboren. Sein ursprünglicher Vorname lautete Selig. Sein Bruder David (1818–1893) wurde Pädagoge und wirkte als Dozent an der Berliner Hochschule für die Wissenschaft des Judenthums.
Cassel absolvierte das Gymnasium in Schweidnitz und studierte anschließend Geschichtswissenschaft an der Friedrich-Wilhelms-Universität Berlin, wo er unter anderem die Vorlesungen von Leopold Ranke hörte. Auch besuchte er den notwendigen jüdischen Unterricht und erhielt das Rabbinerdiplom.
1849 gab er als überzeugter Royalist in Erfurt zunächst die Constitutionelle Zeitung heraus und dann von 1850 bis 1856 die Erfurter Zeitung. Am 28. Mai 1855 empfing er in der evangelischen Kirche Büßleben bei Erfurt die christliche Taufe. Er wurde anschließend Bibliothekar der Königlichen Erfurter Bibliothek. Ein Jahr später avancierte er zum Sekretär der Akademie gemeinnütziger Wissenschaften zu Erfurt und erhielt aufgrund seiner königstreuen Einstellung und Arbeit von Friedrich Wilhelm IV. den Titel eines Professors.
Um 1860 hatte er in Berlin für kurze Zeit die Stelle eines Gymnasiallehrers inne, wirkte aber vor allem als freier Schriftsteller. Im Jahr 1866 wurde er als Mitglied der Konservativen Partei für den Wahlkreis Teltow – Beeskow – Storkow in das Preußische Abgeordnetenhaus gewählt, blieb dies aber nur für ein Jahr. Er erregte als Redner Heiterkeit durch Plattheiten und missglückte Satzbilder.

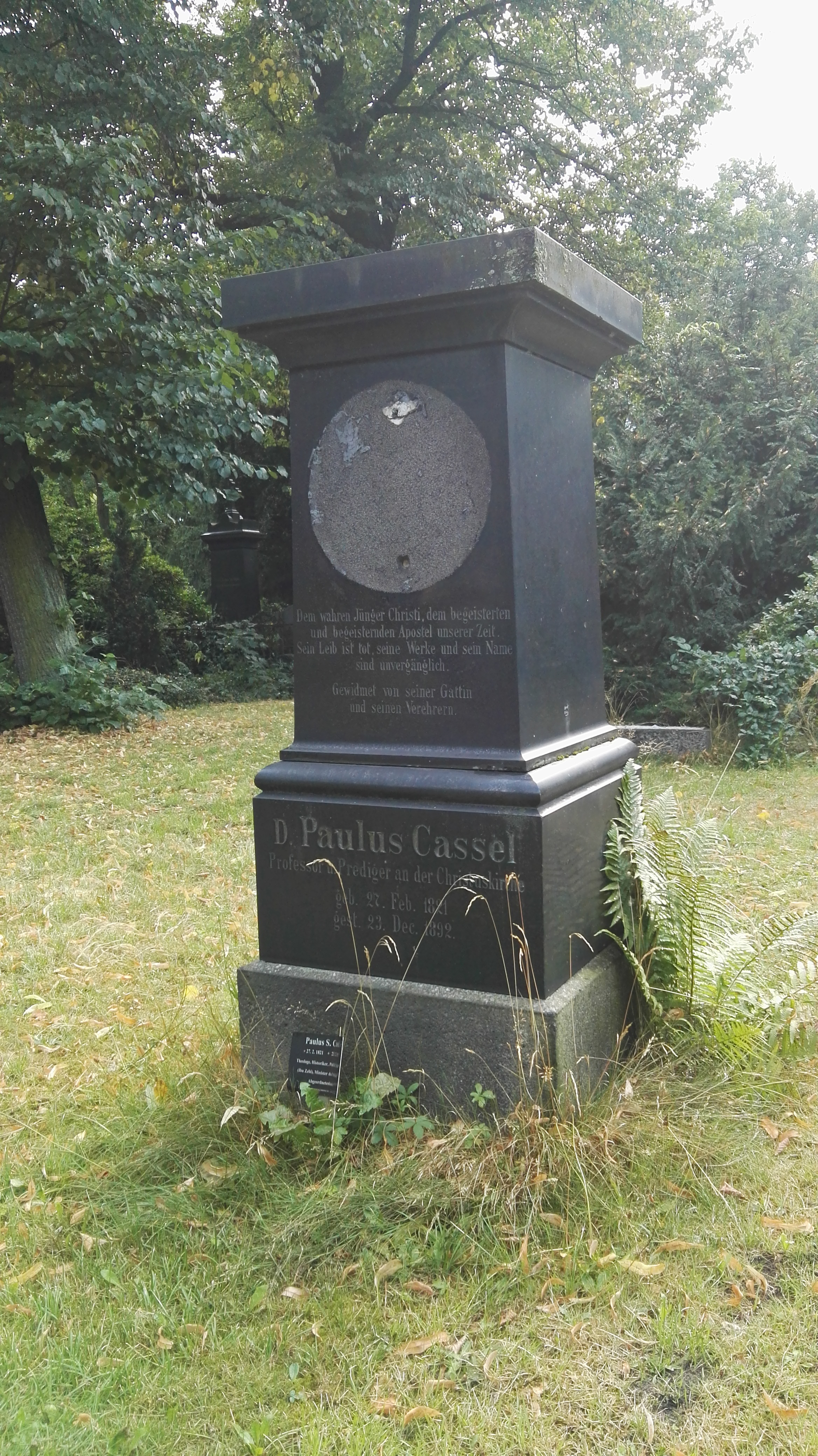
Cassels Grab auf dem Friedhof I der Jerusalems- und Neuen Kirche in Berlin-Kreuzberg

### Missionar der judenchristlichen Missionsgesellschaft
Um 1867 kam Cassel in Kontakt mit der Londoner Gesellschaft zur Verbreitung des Christentums unter den Juden (Church’s Ministry among Jewish People), die ihn als Reiseprediger anstellte. Gleichzeitig übernahm er die Aufgaben eines Pastors an der damals freikirchlich orientierten Christuskirche in Berlin-Kreuzberg. Hier machte er auch auf den jungen Adolf Damaschke, den späteren Pädagogen und Bodenreformer, einen bleibenden Eindruck.
Galt seine theologische Arbeit in der ersten Phase seines 24-jährigen pastoralen Dienstes vor allem der Judenmission, so kämpfte er in den letzten Jahren seines Lebens verstärkt gegen den aufflammenden Antisemitismus des späten 19. Jahrhunderts an, so etwa im Zuge des Berliner Antisemitismusstreits.
1872 erhielt Cassel die Ehrendoktorwürde der Universität Wien.
Paulus Cassel starb 1892 im Alter von 71 Jahren in Friedenau bei Berlin. Sein Grabdenkmal aus schwarzem Granit auf dem Friedhof I der Jerusalems- und Neuen Kirche in Berlin-Kreuzberg ist erhalten, jedoch ging ein Medaillon mit seinem Porträt verloren. Seine sehr umfangreiche Bibliothek wurde im Dezember 1893 in einer fünftägigen Auktion versteigert.

## Schriften
Paulus Cassel betätigte sich als Autor auf vielen Feldern; einen Eindruck davon gibt folgende (unvollständige) Bibliographie:
Historische Schriften:
- (Selig Cassel) Historische Versuche: Anmerkungen zu Benjamin von Tudela. Französische Städtenamen. Apologie. Adolf, Berlin 1847 (Digitalisat).
- Von Warschau nach Olmütz. Berlin 1851.
- Weihnachten, Ursprünge, Bräuche und Aberglauben. Ein Beitrag zur Geschichte der christlichen Kirche und des deutschen Volkes. Erlangen 1856 (Digitalisat).
- Deutsche Reden. 10 Hefte. Berlin 1871.

Theologische Schriften:
- Das Buch der Richter und Ruth. Velhagen und Klasing, Bielefeld 1865; 2. Auflage, Velhagen und Klasing, Bielefeld 1887.
- Das Buch Esther. Ein Beitrag zur Geschichte des Morgenlandes, aus dem hebräischen Urtext übersetzt, historisch und theologisch erläutert. Berlin 1878; Verlag des Bibliographischen Bureaus, Berlin und Leipzig 1885.

Kampf gegen Antisemitismus:
- Wider Heinrich von Treitschke – für die Juden. Stahn, Berlin 1880 (Digitalisat).
- Ahasverus, die Sage vom ewigen Juden mit einem kritischen Protest wider Eduard von Hartmann und Adolf Stöcker. Internationale Buchhandlung, Berlin 1885.
- Der Judengott und Richard Wagner, eine Antwort an die Bayreuther Blätter. Wohlgemuth, Berlin 1885 (Digitalisat).
- Wie ich über Judenmission denke. Ein kurzes Sendschreiben an englische Freunde. Als Manuskript gedruckt. Berlin 1886.

Geographische Beschreibungen:
- Über thüringische Ortsnamen. Villaret, Erfurt 1856.
- Thüringer Ortsnamen. Zweite Abhandlung Villaret, Erfurt 1858.
  - Über Thüringische Ortsnamen. Zwei Abhandlungen, unveränderter Nachdruck der in Erfurt 1856 und 1858 erschienenen Abhandlungen, besorgt von Ludwig Erich Schmitt (= Mitteldeutsche Forschungen. Sonderreihe: Quellen und Darstellungen in Nachdrucken 5). Böhlau, Köln / Wien 1983.

- Vom Nil zum Ganges. Wanderungen in die orientalische Welt. Hofmann, Berlin 1880 (Digitalisat).

Kirchenliedersammlung:
- Hallelujah. Einhundert und acht und achtzig geistliche Lieder. Cassel, Berlin 1889.

Literaturwissenschaft:
- Eddische Studien. Böhlau, Weimar 1856 (Digitalisat).
- Rose und Nachtigal. Vortrag auf Veranlassung des Berliner Hülfsvereins des Germanischen National-Museums in Nürnberg. Rauh, Berlin 1860 (Digitalisat).
- Der Schwan in Sage und Leben. Eine Abhandlung. Rauh, Berlin 1861 (Digitalisat); 3. Auflage Berlin 1872.